# Зима (приток Оки)
Зима́ — река в Иркутской области России.
Образуется слиянием Белой и Чёрной Зимы. Протекает по территории Тулунского и Зиминского районов. Впадает в реку Оку (бассейн Ангары) в 139 км от её устья по левому берегу. В устье расположен районный центр — город Зима.
Длина реки составляет 207 км, площадь водосборного бассейна — 4460 км². Среднегодовой расход воды в районе села Зулумай — 23,9 м³/с.
Гидроним происходит от названия бурятского рода зэмэ, обитавшего в этой местности.
| Средний расход воды (м³/с) реки Зимы по месяцам с 1939 по 1990 гг. (замеры производились на гидрологическом посту в районе с. Зулумай, в 103 км от устья) |

## Притоки
(расстояние от устья)
- 28 км: река Игна (пр)
- 92 км: река Шильбей (лв)

## Данные водного реестра
По данным государственного водного реестра России и геоинформационной системы водохозяйственного районирования территории РФ, подготовленной Федеральным агентством водных ресурсов:
- Бассейновый округ — Ангаро-Байкальский
- Речной бассейн — Ангара
- Речной подбассейн — Ангара до створа гидроузла Братского водохранилища
- Водохозяйственный участок — Ока[2].